# Chrámce (zámek)
Chrámecký zámek je klasicistní zámek ve vsi Chrámce, která tvoří místní část obce Skršín v okrese Most. Zámek je v soukromém vlastnictví.

## Majitelé zámku
První písemná zmínka pochází z roku 1381, kdy zdejší vladyčí tvrz vlastnil Jan de Kystern sedící na Chrámcích. V roce 1408 a 1421 je jako majitel zmiňován Jíra Vchynský z Vchynic. V roce 1499 vlastnil Chrámce rod z Černčic. Pavel z Černčic odkázal v roce 1542 ves i s poplužním dvorem své manželce Anně Kateřině. V roce 1556 je ze stejného rodu jako dědička zmiňována Hedvika z Chrámců, která Chrámce přinesla věnem Pavlovi Šavelovi z Vlkové. Jejich dcera Kateřina z Chrámců (provdaná Vřesovcová) nechala v letech 1570–1571 přestavět tvrz.
Roku 1603 byl majitelem Kašpar Rejský z Dubnice a po jeho smrti je zdědil roku 1615 jeho bratr Kryštof Rejský z Dubnice. V roce 1720 koupil Chrámce Jiří Oldřich Zessner ze Spitzenberka. Po jeho smrti v roce 1745 zdědil majetek jeho syn Johann Franz Zessner ze Spitzenberka, který byl vlastníkem ještě v roce 1762. V roce 1767 Chrámce prodal hraběti Josefu Leopoldu d'Elbeuf, který emigroval do Rakouska před Francouzskou revolucí. Tento majitel nechal v letech 1795–1805 postupně přestavět zámek do dnešní podoby. V roce 1843 koupil statek a zámek svobodný pán Johann Maxmilian z Ehrenberku.
V roce 1864 se majitelem zámku stal hrabě Rudolf Chotek. V roce 1871 přešel na jeho syna Emericha Chotka a v roce 1881 na jeho druhého syna Rudolfa Chotka ml. Chrámecké hospodářství se stalo součástí jejich velkostatku Bělušice–Chrámce. V roce 1888 se majiteli stali Carl a Marie Kurchbergerovi z Prahy. V roce 1898 získal na statku finanční spoluúčast Jan Rudolf Čermák a po něm jeho syn Jan Christián. Po okupaci Sudet byl zámek českým majitelům zabaven a převeden na Říšský poštovní úřad. V roce 1945 byli spolumajiteli hospodářství Jan Christián Čermák a Marie Chlupáčová, která svůj podíl zatížila dluhem a tak jej přenechala spolumajiteli. V roce 1949 byl statek znárodněn. Zámek využíval Státní statek Most jako rekreační objekt. Od roku 1994 se při restitucích vrátil původním majitelům, jejichž rodina od roku 1996 na přilehlém statku hospodaří v programu ekologického zemědělství.

## Stavební vývoj zámku
Zámek je zapsán na seznamu kulturních památek. Původní gotická tvrz vznikla ve 14. století. V letech 1570–1571 nechala Anna Kateřina z Chrámců přestavět tvrz na renesanční zámek. Za majitele hraběte Josefa Leopolda d'Elbeuf byl zámek v letech 1795–1805 přestavěn do dnešní podoby. Renesanční jádro a zbytky gotické tvrze v přízemí zůstalo zachováno, ale první patro bylo zcela přestavěno v klasicistním duchu.
Majitelé z rodu Chotků věnovali pozornost především výstavbě a rekonstrukci hospodářských objektů než vlastnímu zámku. Rozšířili park kolem celého zámku a oddělili tak hospodářský provoz od obytného zámku. Zbořili objekty překážející v založení parku a zbudovali špýchar, v němž byly soustředěny potřebné zemědělské provozy.
V následujících téměř 100 letech nedošlo k zásadním stavebním zásahům ani na statku a ani v zámku. Zajišťovala se jen běžná údržba.
V letech 1972–1974 prošel zámek celkovou rekonstrukcí. Ve velkém sále byla zničená freska nahrazena novou. Ve vstupní hale byl postaven krb na místě původního renesančního. Při rekonstrukce však došlo i ke škodám, jako bylo vybourání starých kachlových kamen a jejich nahrazení akumulačními kamny. V letech 1997–1998 byla pořízena nová střecha. Opraveny byly po 40 letech i zámecké hodiny. Velkou rekonstrukcí prošel i špýchar.

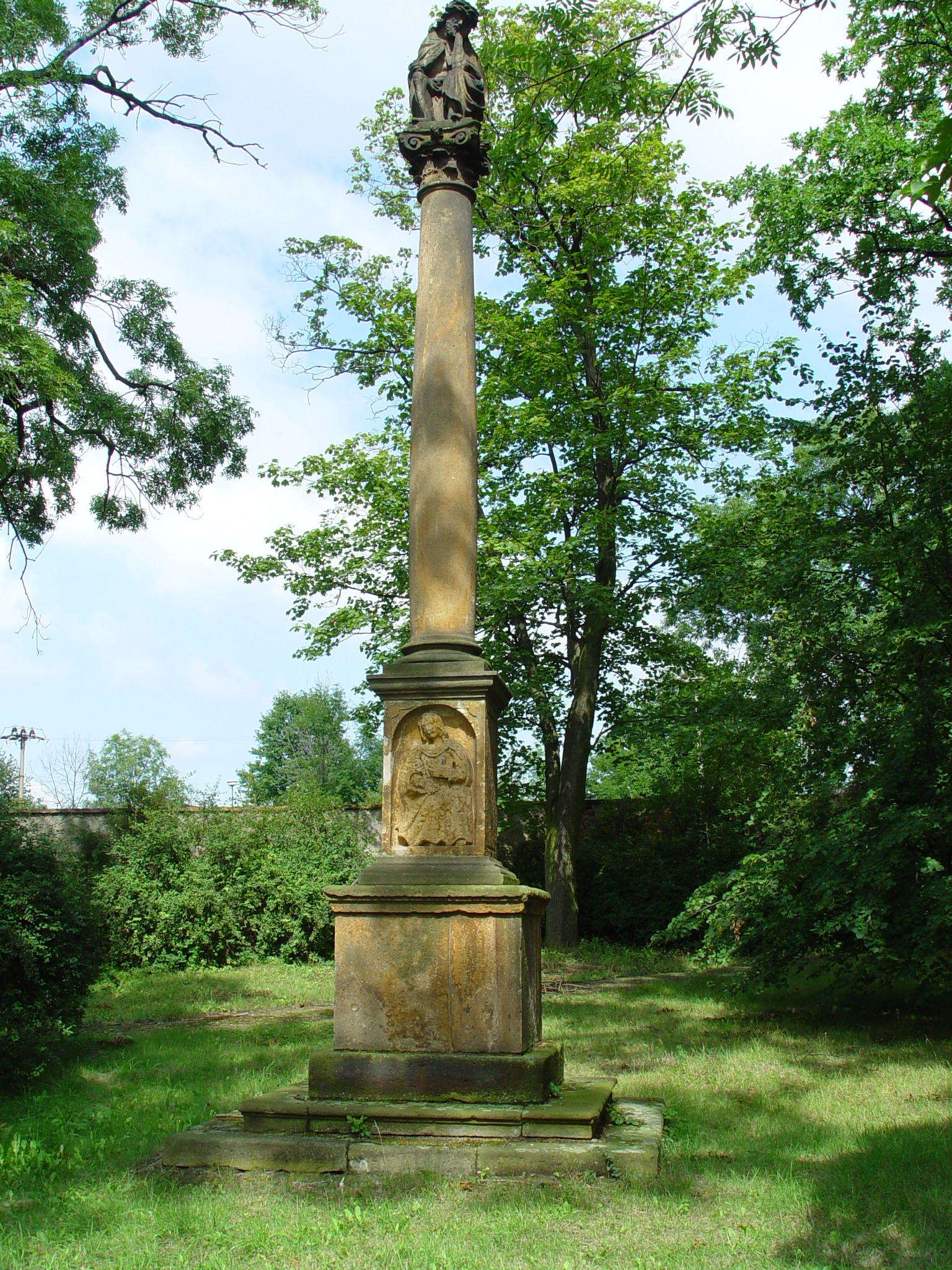
Socha Ecce homo v parku

## Architektura
Zámek na vyvýšeném skalním podloží je přirozenou dominantou obce. Stavba vybudovaná na skále nemá sklepení. Zámek je po přestavbách stavbou pozdně barokní, tedy v klasicistním slohu.
Nejstarší část zámku tvoří renesanční jádro tvořené čtyřmi místnostmi, zaklenuté klenbami a obvodové zdi, které mají šířku cca 120 cm. Ve vstupní síni jsou dva renesanční sloupy, které nesou nízké ploché klenby.
V patře se projevuje záměr otevřít obytný prostor slunci. Velká okna s nízkým parapetem až ke stropům byla obložena dřevěným ostěním, takže slunce obchází zámek během dne ze všech stran. Stropy pokojů byly ploché a vybaveny stropními fabiony. Veškeré pokoje jsou průchodné, což byl styl, který hrabě d'Elbeuf znal z Francie. V prvním patře byly malé pokoje, kabinety, jídelna a velký centrální salón vyzdobený stropní freskou se vstupem na balkón. Zde byly pokoje panstva, kdežto v přízemí byly užitkové prostory, kancelář a pokoje pro služebnictvo.
Prostory pod mansardovou střechou se využívaly rovněž k ubytování sloužících a jsou osvětleny střešními okny v podobě světlíků.
Zámek je volně stojící podélný objekt, jednopatrový s balkónem v prvním patře neseným dvěma kamennými krakorci a s pěti okenními osami. Objekt má mansardovou valbovou střechu. Uprostřed střechy vyrůstá šestiboká věžička s hodinami krytá cibulkou. Středový vstup do zámku s kamenným ostěním je ze zámecké zahrady.

## Zámecká zahrada
Současný rozsah přilehlé zahrady je dán přestavbou areálu za hrabat Chotků, kteří jí také určili styl anglického parku. V západní části zahrady je soustředěna skupina starých stromů a keřů, které vytvářejí přírodní prostředí. Střed zahrady byl nově osázen při rekonstrukci v roce 1972.
Pouze část zahrady na východní straně nese rys francouzské zahrady s uměle udržovanými záhony. Zámecká zahrada je obehnána mřížemi situovanými na nízkých zídkách a pochází z let 1900–1902. Do zámecké zahrady byla přemístěna socha Ecce homo z obce Saběnice.